# Loiyangalani
Loiyangalani är en ort i distriktet Marsabit i provinsen Östprovinsen i Kenya. År 1999 hade staden 1 000 invånare. Staden ligger vid Turkanasjön.